# Mezcal

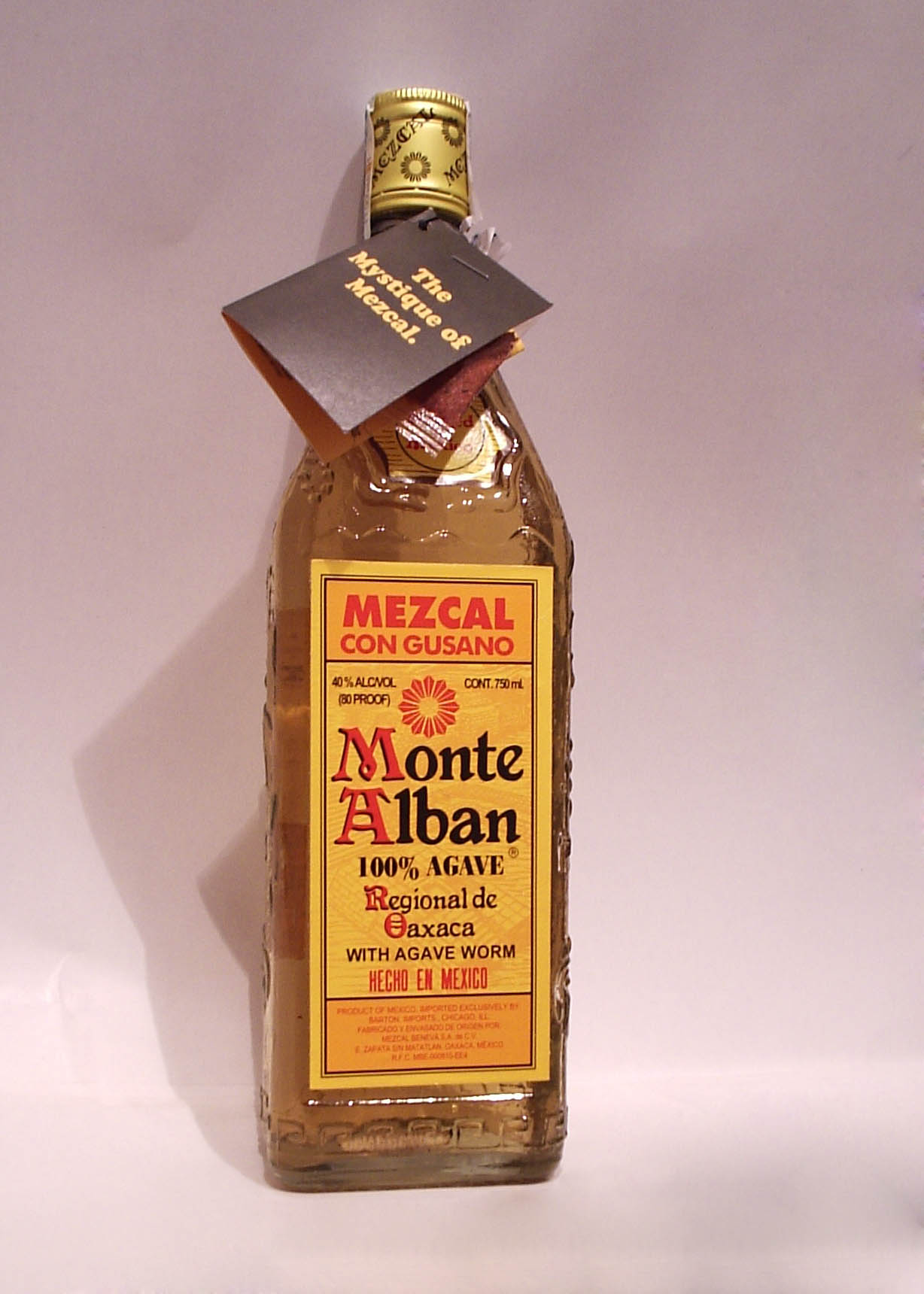
Garrafa de mezcal

Mezcal é uma bebida alcoólica destilada, produzida a partir do sumo fermentado do agave. O mezcal diferencia-se da tequila por ser uma bebida mais "rústica", sendo em geral destilada apenas uma vez, contra duas ou três da tequila. Segundo a Declaração de Proteção de Origem, é produzido nos estados mexicanos de Guerrero, Durango, San Luis Potosí, Zacatecas e sobretudo Oaxaca.
Segundo a Norma Oficial Mexicana-070-SCFI-1994, as espécies de agave admitidas na sua fabricação são: Agave angustifolia, Agave esperrima,  Agave weberi, Agave potatorum e Agave salmiana.

## O verme da garrafa
Algumas marcas de mezcal costumam introduzir o gusano (a larva de uma mariposa) dentro das garrafas de mezcal. Esta larva, que normalmente se desenvolve no meio das plantas do agave, mantém-se intacta se submetida a determinado teor alcoólico na bebida: abaixo deste teor, ela se desintegra.